# Jerzy Żebrowski
Jerzy Żebrowski (ur. 25 marca 1906 w Ostrowcu Świętokrzyskim, zm. 26 marca 1990) – polski zootechnik, doktor nauk weterynaryjnych, współorganizator i pierwszy kierownik Katedry Zoohigieny Wyższej Szkoły Rolniczej w Olsztynie, pionier polskiej służby weterynaryjnej w Olsztynie po II wojnie światowej.

## Życiorys
Pochodził z rodziny robotniczej. W rodzinnym Ostrowcu ukończył szkołę podstawową i gimnazjum, by naukę kontynuować na studiach weterynaryjnych na Uniwersytecie Warszawskim. W 1931 z absolutorium uniwersyteckim podjął pracę w charakterze samorządowego lekarza weterynarii w powiecie warszawskim. W latach 1932–1933 odbywał służbę wojskową w Szkole Podchorążych Rezerwy Artylerii we Włodzimierzu Wołyńskim. Po zakończeniu służby powrócił do poprzedniej pracy; w 1938 złożył egzaminy dyplomowe, uzyskując tytuł lekarza weterynarii, i został kierownikiem rzeźni w Karczewie koło Warszawy. Zmobilizowany w 1939 w stopniu porucznika, służył jako lekarz weterynarii w 1 Pułku Szwoleżerów. Wraz z zakończeniem działań wojennych powrócił do pracy w Karczewie, ale niebawem przeniósł się do Kazanowa koło Starachowic, gdzie pracował jako weterynarz do 1945.
W marcu 1945 podjął pracę jako rejonowy lekarz weterynarii w Kostrzynie koło Poznania, ale już po miesiącu został skierowany do dyspozycji Pełnomocnika Rządu w Olsztynie i przystąpił do organizowania Wydziału Weterynarii w Wojewódzkim Urzędzie Ziemskim oraz Państwowej Służby Weterynaryjnej w Olsztynie i na terenie całego województwa. Czasowo pełnił obowiązki kierownika Wydziału Weterynarii, ponadto kierował Oddziałem Lecznictwa Zwierząt, był inspektorem weterynarii w Państwowych Nieruchomościach Ziemskich oraz brał udział w pracach Komisji Pełnomocnika Rządu w Olsztynie do przejmowania gospodarstw rolnych od radzieckich władz wojskowych. Z pracy w administracji rządowej zrezygnował w 1948, zostając adiunktem i kierownikiem Pracowni Mikrobiologicznej Oddziału Badania Żywności w olsztyńskiej filii Państwowego Zakładu Higieny; przygotowanie do tej pracy uzyskał na kursach w Państwowym Zakładzie Higieny w Warszawie i w Państwowym Instytucie Weterynarii w Bydgoszczy i Puławach. Współorganizował Stację Sanitarno-Epidemiologiczną przy Dyrekcji Polskich Kolei Państwowych w Olsztynie i w 1952 krótko stacją tą kierował.
W Państwowym Zakładzie Higieny pracował do 1954, już rok wcześniej podejmując współpracę w postaci prac zleconych z Wydziałem Zootechnicznym olsztyńskiej Wyższej Szkoły Rolniczej. 1 czerwca 1954 został adiunktem na tej uczelni, a po miesiącu kierownikiem zakładu w ramach organizującej się Katedry Zoohigieny. W 1955 Katedra Zoohigieny została oficjalnie powołana, a Jerzy Żebrowski był jej pierwszym kierownikiem, pozostając na tym stanowisku do 1961. Od 1955 był zastępcą profesora. W lutym 1961 uzyskał dyplom doktora nauk weterynaryjnych w Wyższej Szkole Rolniczej we Wrocławiu (promotor prof. Mieczysław Cena). W latach 1962–1971 pracował na uczelni olsztyńskiej jako starszy wykładowca, w 1971 przeszedł na emeryturę.
Poza Wyższą Szkołą Rolniczą Żebrowski był organizatorem i kierownikiem Wojewódzkiego Zakładu Higieny Weterynaryjnej w Olsztynie (1957) oraz Laboratorium Bakteriologicznego przy Wojewódzkiej Przychodni Przeciwgruźliczej w Olsztynie. Prowadził ponadto zajęcia z higieny żywienia w olsztyńskiej Szkole Felczerskiej. Odbył kilka zagranicznych szkoleń i wyjazdów naukowych (1959 w ZSRR, 1961 w USA, 1965 w Czechosłowacji).
Działał w Stronnictwie Demokratycznym, Związku Nauczycielstwa Polskiego (był prezesem i wiceprezesem organizacji uczelnianej), Polskim Towarzystwie Nauk Weterynaryjnych (prezes), był członkiem Zrzeszenia Lekarzy Weterynaryjnych i Polskiego Towarzystwa Zootechnicznego. Brał udział w pracach Komisji Rolnictwa, Leśnictwa i Gospodarki Wodnej Wojewódzkiej Rady Narodowej w Olsztynie, w charakterze ławnika zasiadał w sądach Wojewódzkim i Powiatowym w Olsztynie. Prowadził szkolenia dla rolników na terenie województwa olsztyńskiego.
Ogłosił 60 prac, w tym 18 prac naukowych, 3 skrypty, 33 prace popularnonaukowe, 1 scenariusz filmowy. Miał też w dorobku wniosek racjonalizatorski, dotyczący automatycznego sterowania wentylacją w pomieszczeniach inwentarskich. W 1959 opracował na zlecenie resortu szkolnictwa wyższego projekt programu nauczania zoohigieny.
Był odznaczony m.in. Medalem 10-lecia Polski Ludowej, Odznaką 1000-lecia Państwa Polskiego, złotą odznaką "Zasłużony dla Warmii i Mazur", odznaką 25-lecia Stronnictwa Demopkratycznego, złotą odznaką Związku Nauczycielstwa Polskiego.